# Matroïde uniforme
 (septembre 2014).
Si vous disposez d'ouvrages ou d'articles de référence ou si vous connaissez des sites web de qualité traitant du thème abordé ici, merci de compléter l'article en donnant les références utiles à sa vérifiabilité et en les liant à la section « Notes et références ».
En mathématiques, un matroïde uniforme est un matroïde où les ensembles indépendants sont les sous-ensembles contenant au plus {\displaystyle r} éléments, pour {\displaystyle r} fixé. Une définition équivalente est que chaque permutation des éléments est une symétrie.

## Exemple
On considère un ensemble {\displaystyle E} = {1, 2, 3, 4} à quatre éléments. En prenant {\displaystyle r}=2, on obtient un matroïde uniforme si on déclare que les ensembles indépendants sont les sous-ensembles à au plus 2 éléments, à savoir : l'ensemble vide, {1}, {2}, {3}, {4}, {1, 2}, {1, 3}, {1, 4}, {2, 3}, {2, 4}, {3, 4}.

## Définition
Le matroïde uniforme {\displaystyle U_{n}^{r}} est défini comme un ensemble {\displaystyle E} à {\displaystyle n} éléments. Un sous-ensemble de {\displaystyle E} est indépendant si et seulement s'il contient au plus {\displaystyle r} éléments. {\displaystyle r} est appelé le rang du matroïde.

## Propriétés
Un sous-ensemble de {\displaystyle E} est une base s'il a exactement {\displaystyle r} éléments. Un sous-ensemble de {\displaystyle E} est un circuit s'il a exactement {\displaystyle r+1} éléments. Le rang d'un sous-ensemble {\displaystyle X} est {\displaystyle \min(\mathrm {card} (X),r)}.